# Остапье (Полтавская область)
Остапье (укр. Остап'є) — село,
Остапьевский сельский совет,
Полтавский район,
Полтавская область,
Украина.
Код КОАТУУ — 5320283601. Население по переписи 2001 года составляло 1029 человек.
Является административным центром Остапьевского сельского совета, в который, кроме того, входят сёла
Запселье,
Новое Остапово,
Олефиры,
Подгорье и
Ухановка.

## Географическое положение
Село Остапье находится на правом берегу реки Псёл,
выше по течению на расстоянии в 3,5 км расположено село Балаклея,
ниже по течению примыкает село Новое Остапово,
По селу протекают пересыхающие ручьи с запрудами.

## Экономика
- Молочно-товарная и овце-товарная фермы.
- ООО «Надежда».

## Объекты социальной сферы
- Детский сад.
- Школа.
- Фельдшерско-акушерский пункт.
- Дом культуры.

## Достопримечательности
- Ботанический заказник «Кут», общая площадь составляет 126 га, создан для охраны рябчика-российского, занесённого в Красную книгу Украины.

## Известные люди
В селе родился Герой Советского Союза Василий Мирун.